# ميثاكوالون
ميثاكوالون (بالإنجليزية:Methaqualone)، الذي يباع تحت الاسم التجاري كواليود (كواي- لود) في الولايات المتحدة ، وباسم ماندراكس في المملكة المتحدة وجنوب أفريقيا، هو مهدئ ودواء منوم، وهو أحد أنواع فئة كينازولينون.
اكتُشف النشاط المهدئ والمنوم للميثاكوالون لأول مرة على يد الباحثين في خمسينيات القرن العشرين. في عام 1962، حصل الميثاكوالون على إجازة استخدامه في الولايات المتحدة من قبل والاس وتيرنان. كانت ذروة استخدامه في أوائل السبعينيات كمنوم، لعلاج الأرق، ومهدئ ومرخي العضلات.

## الاستخدامات

### الطبية
ميثاكوالون هو المثبط الذي يزيد من نشاط مستقبلات جابا GABA في الدماغ والجهاز العصبي. عندما يزيد نشاط جابا، ينخفض ضغط الدم وتتباطئ معدلات التنفس والنبض، مما يؤدي إلى حالة من الاسترخاء العميق. هذه الخصائص تفسر سبب كون ميثاكوالون في الأصل وصفة لعلاج الأرق.
يصل ميثاكوالون لقمة نشاطه في مجرى الدم في غضون عدة ساعات، مع نصف عمر 20-60 ساعة. يُبنى اعتياد جسماني للعقار لدى المستخدمين المنتظمين، مما يتطلب جرعات أكبر للوصول لنفس التأثير. الجرعة الزائدة يمكن أن تؤدي إلى توقف الجهاز العصبي والغيبوبة والموت.
لا ينصح باستخدام ميثاكوالون أثناء الحمل، وهو في فئة الحمل (D). في كندا، الميثاكوالون مدرج في الجدول الثالث من قانون المخدرات والمؤثرات الخاضعة للمراقبة وتتطلب وصفة طبية. كما أن الميثاكوالون محظور في الهند.

### الترفيهية
أصبح ميثاكوالون شائعا على نحو متزايد كمخدرات ترفيهية في أواخر الستينيات والسبعينيات من القرن العشرين، عرف بأشكال متنوعة باسم «لوديس» أو «الصابون» في الولايات المتحدة الأمريكية، و «المندراكس» و «المندرين» في المملكة المتحدة وأستراليا ونيوزيلندا.
استخدم هذا الدواء غالبا من قبل «الهيبيز» ومن قبل الأشخاص الذين يذهبون للرقص في نوادي جلام للروك في السبعينيات وفي الملاهي الليلية (المصطلح العامي للكوالوديس كان «بسكويت الديسكو»). في منتصف السبعينيات، كانت هناك حانات في مانهاتن تسمى «حانات العصير» تقدم فقط المشروبات غير الكحولية تحتوي على الميثاكوالون للأشخاص الذين يحبون الرقص.
كان استخدام هذا الدواء أكثر تنظيما في بريطانيا بموجب قانون إساءة استعمال المخدرات لعام 1971، وفي الولايات المتحدة منذ عام 1973. تم سحبه من العديد من الأسواق المتقدمة في أوائل الثمانينيات. في الولايات المتحدة تم سحبه في عام 1982، ووضع في الجدول الأول للمخدرات في عام 1984. أُعطى رقم دي أكن DEA ACSCN) 2565)، وفي عام 2013 كانت حصة التصنيع السنوية الإجمالية للولايات المتحدة 10 جراما. قد ظهرت إمكانية استخدامه في بعض أنواع السرطان والإيدز بشكل دوري في مطبوعات منذ أواخر الثمانينيات؛ لا يبدو أن هذه البحوث قد وصلت إلى مرحلة متقدمة. أضافت دي "DEA " ميكلوكوالون نظير الميثاكوالون (الناتج أيضا عن بعض التوليفات السرية غير المكتملة) إلى الجدول الأول كرقم "ACSCN" أكن 2572، وحصة التصنيع الصفر.
قال جين هيسليب، الرئيس السابق لقسم مراقبة المواد الكيميائية في إدارة مكافحة المخدرات (DEA)، للبرنامج التلفزيوني الوثائقي فرونت لاين: "نحن تفوقنا من خلال العمل مع الحكومات والمصنعين في جميع أنحاء العالم، وتمكنت إدارة مكافحة المخدرات من وقف الإنتاج، ويقول هيسليب، "والقضاء على المشكلة".
تم تصنيع ميثاكوالون في الولايات المتحدة تحت اسم كوالود من قبل شركات الأدوية «رورر» و «ليمون» مع الأرقام 714 مطبوعة على أقراص الدواء، لذلك غالبا ما يشير الناس إلى كوالود بـ 714، «الليمونز»، أو «الليمون 7». تم تصنيع ميثاكوالون أيضا في الولايات المتحدة تحت الأسماء التجارية «سوبور» و «بارست». بعد أن انتهى التصنيع القانوني للدواء في الولايات المتحدة في عام 1982، واصلت مختبرات تحت الأرض في المكسيك التصنيع غير القانوني للميثاكوالون طوال الثمانينيات، والاستمرار في استخدام الرمز "714"، حتى تراجعت شعبية الدواء في وقت مبكر من التسعينيات. وجد أن الميثاكوالون المزعوم غير فعال في قلة قليلة من الحالات، أو أنه يحتوي على ديفينهيدرامين أو البنزوديازيبينات.
ميثاكوالون هو واحد من أكثر العقاقير الترفيهية انتشارا في جنوب أفريقيا. كما أنه منتشر في أماكن أخرى في أفريقيا وفي الهند. غالبا ما يعرف باسم ماندراكس، أو حبوب إم، أو الأزرار، أو سمارتيز، يتم تدخين خليط من المندراكس والحشيش، عادة ما يكون أنبوب التدخين مصنوعا من عنق زجاجة مكسورة.

### الجرعة الزائدة
الجرعة الزائدة يمكن أن تسبب الهذيان، والتشنجات، وارتفاع ضغط الدم، وفرط المنعكسات، والتقيؤ، والفشل الكلوي، والغيبوبة، والموت من خلال توقف عضلة القلب أو الجهاز التنفسي. وهو ما يشبه التسمم بالباربيتورات، ولكن مع زيادة الصعوبات الحركية واحتمالية أقل لتثبيط القلب أو الجهاز التنفسي. كانت الجرعة القياسية للكبار قرص واحد من كوالود 300 ملج عندما قامت ليمون بتصنيعه. جرعة من 8000 ملج هي جرعة قاتلة، وجرعة أقل قد تبلغ 2000 ملج يمكن أن تحدث غيبوبة إذا أخذت مع المشروبات الكحولية.

## اختبار الدواء
اختبار الدواء في البول عن طريق التأكيد اللوني للغاز السائل (GLC) خلال ما يصل إلى 90 ساعة بعد آخر تناول هو وسيلة عملية للكشف عن استخدام الميثاكوالون.
لتجنب وجود نتيجة إيجابية كاذبة، حددت منظمة إساءة استعمال الدواء وخدمات الصحة العقلية (سامهسا) مستوى الفصل الأولي بنحو 300 نانوغرام / مليلتر في اختبار الطب الشرعي واختبارات العمل للميثاكوالون. يعتبر الاختبار إيجابي عندما تكون نتيجته أكثر من 200 نانوغرام / مل في شخص ما، وربما تعرض لعقوبات أو إجراء تأديبي في مكان العمل. كما ذكرت مؤسسة كويست دياغنوستيكس في عام 2011، كان ميثاكوالون 0٪ إيجابية في اختبار المخدرات في الولايات المتحدة، مما يجعله واحدا من أقل العقاقير الترفيهية المستخدمة في ذلك العام.
أدرجت المعلومات المقدمة من قبل المصادر الحكومية والصناعية والأكاديمية، وأبرزها في كتاب «المخدرات غير المشروعة» (غهلينجر، 2001) وبعض تقارير وسائل الإعلام الأكثر عمقا ديفينهيدرامين ومضادات الهيثامين الأخرى كمصدر محتمل للإيجابية الكاذبة للميثاكوالون في اختبارات المخدرات. ينبغي التأكيد عن طريق مرحلة بخار الضغط المنخفض اللوني جنبا إلى جنب مع مطياف الكتلة (GC/MS) لتوضيح أي التباس. من غير المعروف إن كان الكينين ومشتقاته لديهم أيضا القدرة على إحداث إيجابية كاذبة أم لا.

## التاريخ
تم تصنيع ميثاكوالون لأول مرة في الهند في عام 1951 على يد إندرا كيشور كاكر وسيد حسين ظهير، لاستخدامه كدواء لعلاج الملاريا. بحلول عام 1965، كان أكثر المسكنات شيوعا في بريطانيا، حيث تم بيعه بشكل قانوني تحت أسماء «مالسد»، «مالزيدين»، و «رينوفال». في عام 1965، تم بيع مزيج ميثاكوالون / مضاد الهيستامين كمخدر باسم ماندراكس، من قبل مختبرات روسل (وهي الآن جزء من سانوفي أفنتيس). في عام 1972، كان المهدئ السادس الأكثر مبيعا في الولايات المتحدة، حيث كان مقننا تحت الاسم التجاري كواليود.
تم تصنيع كواليود في الولايات المتحدة في عام 1965 من قبل فورت واشنطن، بنسلفانيا، شركة الأدوية المؤسسة ويليام إتش. رورر. كان اسم الدواء «كواليود» اختصارا لعبارة «مدخل هادئ» متشاركا النهاية الشكلية مع دواء آخر تسويقه نفس الشركة، «مالوكس».
في عام 1978، باعت شركة رورر حقوق تصنيع الكواليود إلى شركة ليمون من سيليرزفيل، بنسلفانيا. في ذلك الوقت، علق رئيس مجلس الإدارة رورر جون إيكمان على أن سمعة كواليود السيئة ناجمة عن تصنيع واستخدام ميثاكوالون بشكل غير القانوني، والبيع غير القانوني لوصفة للكواليود الشرعية: "الكواليود يمثل أقل من 2٪ من مبيعاتنا ولكنه خلق 98٪ من الصداع لدينا.
كلتا الشركتان لا تزال تعتبر كواليود منوم ممتاز. كانت ليمون على دراية جيدة بمشاكل الصورة العامة للكواليود، فاستخدمت الإعلانات في المجلات الطبية لحث الأطباء على «عدم السماح بإساءة استخدام المستخدمين غير الشرعيين للدواء حتى لا يحرم المريض الشرعي من الدواء». قامت ليمون أيضا بتسويق كمية صغيرة تحت اسم آخر «ميكين»، لذلك أمكن للأطباء وصف الدواء دون دلالات سلبية.
كانت حقوق «كواليود» تحتفظ بها شركة «جي بي روريج آند كومباني» التابعة لشركة «فايزر»، قبل أن يتوقف إنتاج الدواء في الولايات المتحدة في عام 1985، ويرجع ذلك بشكل رئيسي إلى الإدمان النفسي والاستخدام الترفيهي.
فيلم 2013 وولف أوف وول ستريت يتضمن تصويرا لتسمم كواليود (والقيادة تحت تأثير المخدر) من قبل شخصية ليوناردو دي كابريو. في وقت لاحق، ركزت العناوين على الكواليود بعد أن أصبح الإقرار علنيا حيث اعترف بيل كوسبي تحت القسم أنه أعطى الدواء للنساء اللواتي أراد ممارسة الجنس معهن.
كما ذكر أعلاه، فإن ميثاكوالون هو دواء ترفيهي وتطبيب ذاتي منتشر في جنوب أفريقيا وغيرها من دول خط المواجهة السابقة، بما في ذلك موزمبيق وأنجولا وزامبيا وزمبابوي. كانت بعض النسب المئوية للاستهلاك، وكذلك في أسواق الأدوية السرية في أوروبا والشرق الأدنى، من المحتمل أن ترجع إلى مخبأ ضخم لمسحوق الميثاكوالون الذي يتم إنتاجه تحت رعاية حكومة الفصل العنصري في جنوب أفريقيا، كان جزء منه تحت إدارة الدكتور ووتر باسون (الذي كانت تحمل «كعكته» كبسولات من MDMA النقي بجرعات تصل إلى 135 ملج)، الذي احتجزته الشرطة في كرواتيا في وقت ما حاملا 40 مليون دولار في حوامل سندات من الفاتيكان عند محاولة شراء 500 كيلوجرام من ميثاكوالون. تم وضع ميثاكوالون و MDMA، جنبا إلى جنب مع الكوكايين وغيرها من المخدرات الإيمباثوجينية والمثيرات الجنسية، فضلا عن مرخيات العضلات ومضادات الكولين المسببة للهذيان كوسائل مكافحة الشغب غير الفتاكة. اختفى مصدر التخزين المؤقت للمخدرات بالكامل في مترو الأنفاق في الأيام الأخيرة من فترة ولاية الحزب الوطني. قد يكون مخبأ الميثاكوالون الكلي قد اقترب من طن.
عادة ما تصدر أسواق المخدرات السرية في أمريكا الشمالية والوسطى والجنوبية المخدرات من مختبرات الأدوية غير المشروعة على نطاق صناعي في المكسيك وكولومبيا وبليز وبيرو وأماكن أخرى. في بعض الأحيان يتم الكشف عن مختبرات أصغر في الولايات المتحدة وكندا والنسبة النهائية للميثاكوالون وكذلك ميكلوكوالون والمشتقات الكيميائية، ومركبات أخرى، والسوابق غير المتفاعلة عن طريق المظهر الكيميائي الذي يمكن استخدامه كبصمات الأصابع لتحديد الأصل المحتمل لعجينة المخدر مثل: محتوى المورفين وعلاقته بمحتوى الهيروين ووجود الكودين، وأسيتيلكودين، ونوسكابين، وبابافيرين، ومكونات الأفيون الأخرى تشكل بصمة كيميائية على دفعة الهيروين.
يعد ميثاكوالون أيضا ناتج ضئيل من مختبرات المخدرات في وادي البقاع اللبناني (وهو أيضا مُورّد للأسواق الأفريقية) وعلى الأرجح يتم إنتاجه لأغراض جمع التبرعات من قبل بعض المقاتلين في الحرب الأهلية السورية الحالية، كما هو الحال مع الهيروين والأفيون والمورفين، ونظائر الفنتانيل، وكبتاجون، والجيل الأول من الأمفيتامينات، والقنب، والحشيش وغيرها. حكومة جمهورية كوريا الشعبية الديمقراطية مُنتِج مشهور على النطاق الصناعي للدواء مثل الديكستروميثامفيتامين (أيس، وشابو، وما إلى ذلك) وغيرها من منشطات الجهاز السمبثاوي للتصدير إلى أسواق المخدرات السرية الآسيوية والاسترالية، ويمكن أن توفر قدرا من الميثاكوالون كذلك.